# Bonnevoie
Bonnevoie ( Bouneweg em luxemburguês, Bonneweg em alemão ) é uma localidade que faz parte da cidade de Luxemburgo. É composto por dois distritos da cidade de Luxemburgo localizados no extremo sudeste : Bonnevoie-Sud e Bonnevoie-Nord / Verlorenkost . Com mais de 16 000 habitantes, é o local mais populoso da cidade.

## História
Bonnevoie fazia parte do município de Hollerich até a fusão de Hollerich com a cidade de Luxemburgo em 27 de março de 1920. O 7 de abril de 1914, a seção Hollerich-Bonnevoie da comuna recebeu o título de cidade.

## Personalidades ligadas à localidade
- Gabriel Lippmann, físico franco-luxemburguês nascido em 16 de agosto de 1845 em Bonnevoie.[3]